# Svenska teaterföreningen i Finland
Svenska teaterföreningen i Finland grundades 1913 och har till uppgift att främja de svenska teatersträvandena och höja och vidmakthålla intresset för svensk teater i Finland. 
Föreningen utdelar stipendier till inhemska svenska scenkonstnärer och understöder olika teaterorganisationer inom Svenskfinland. Föreningen, som ursprungligen bildades för att verka för den inhemska teateridéns förverkligande (Svenska inhemska teatern), gjorde en avgörande insats vid Svenska Teaterns nationalisering 1915–1916. Föreningen organiserade teaterturnéer i svenskbygderna fram till andra världskriget, under de första åren i samarbete med och till förmån för Svenska inhemska teatern i Åbo.